# Villotte-sur-Aire
Villotte-sur-Aire település Franciaországban, Meuse megyében. Lakosainak száma 212 fő (2022. január 1.). Villotte-sur-Aire Belrain, Érize-la-Brûlée, Gimécourt, Kœur-la-Petite, Levoncourt, Rumont, Rupt-devant-Saint-Mihiel és Ville-devant-Belrain községekkel határos.

## Népesség
A település népessége az elmúlt években az alábbi módon változott:
| Lakosok száma | 139  | 340  | 215  | 190  | 193  | 190  | 200  | 208  | 212  | 212  |
|               | 1968 | 1982 | 1990 | 2006 | 2013 | 2015 | 2017 | 2019 | 2020 | 2022 |